# Artelida pernobilis
Artelida pernobilis is een keversoort uit de familie van de boktorren (Cerambycidae). De wetenschappelijke naam van de soort werd voor het eerst geldig gepubliceerd in 1890 door Jacobus Rudolfus Hendrik Neervoort van de Poll.
De soort werd ontdekt aan de oostkust van Madagaskar.